# علاج سلوكي
العلاج السلوكي (بالإنجليزية: Behaviour therapy) يسمى أيضاً العلاج النفسي السلوكي وهو مصطلح واسع يشير إلى العلاج النفسي السريري الذي يستخدم تقنيات مشتقة من السلوكيات و / أو علم النفس المعرفي. يبحث في سلوكيات محددة ومتعلمة وكيف تؤثر البيئة، أو الحالات العقلية للأشخاص الآخرين، على تلك السلوكيات، ويتكون من تقنيات تعتمد على نظرية التعلم، مثل المستجيب أو التكييف الفعال. علماء السلوك الذين يمارسون هذه التقنيات هم إما محللو سلوك أو معالجون في المعرفة السلوكية. إنهم يميلون إلى البحث عن نتائج العلاج التي يمكن قياسها بشكل موضوعي. لا يتضمن العلاج السلوكي طريقة واحدة محددة، لكن له مجموعة واسعة من التقنيات التي يمكن استخدامها لعلاج المشكلات النفسية للشخص.
يتم أحيانًا دمج العلاج النفسي السلوكي مع العلاج النفسي المعرفي، بينما يدمج العلاج السلوكي المعرفي جوانب من كلا النهجين، مثل إعادة الهيكلة المعرفية، والتعزيز الإيجابي، والتعود (أو إزالة الحساسية)، والتكيف المعاكس، والنمذجة.
تحليل السلوك التطبيقي (ABA) هو تطبيق لتحليل السلوك يركز على التقييم الوظيفي لكيفية تأثر السلوك ببيئة التعلم التي يمكن ملاحظتها وكيفية تغيير هذا السلوك من خلال إدارة الطوارئ أو علاجات التعرض، والتي تُستخدم خلال علاجات تحليل السلوك الإكلينيكي أو التدخلات الأخرى على أساس نفس مبادئ التعلم.
ينظر العلاج السلوكي المعرفي إلى الإدراك والعواطف على أنها سلوك صريح سابق وينفذ خطط العلاج في العلاج النفسي لتقليل المشكلة من خلال إدارة الأفكار والعواطف المتنافسة، غالبًا بالاقتران مع مبادئ التعلم السلوكي.
وجدت مراجعة كوكرين لعام 2013 التي قارنت العلاجات السلوكية بالعلاجات النفسية أنها فعالة بنفس القدر، على الرغم من أن قاعدة الأدلة التي تقيِّم فوائد وأضرار العلاجات السلوكية كانت ضعيفة في ذلك الوقت.
العلاج السلوكي أو العلاج النفسي السلوكي لدى المدرسة السلوكية  مؤسس هذه المدرسة العلاجية هو عالم النفس الأمريكي جون واطسون، رائد المدرسة السلوكية وهو صاحب المقولة الشهيرة التي يقول فيها:

## عن بداياته عند السلوكيين
استفاد أنصار مدرسة العلاج السلوكي من تطبيق مبادئ الإشراط التقليدي أو الكلاسيكي (المثير والاستجابة أو التعلم الشرطي) التي وضع قوانينها وأسسها العالم الروسي إيفان بافلوف، كذلك استفاد أنصار السلوكية من نظريات التعزيز والتدعيم (أو العقاب والثواب) التي أسسها إدوارد لي ثورندايك، كلارك ليونارد هل، بورهوس فريدريك سكينر. حيث تستند إلى تعزيز الاستجابات المطلوبة عن طريق المعززات (الموجبة أو السالبة) لضبط السلوك السوي والمطلوب في الشخصية، حيث يثاب الفرد على السلوك السوي ليستمر في مواصلته من ثم تثبيته، كما يعاقب الفرد على السلوك غير السوي مما يؤدي إلى تجنبه لتجنب العقاب.
وهذه نظريات وضعت في الأساس بغرض تعليمي بحت، وهو تثبيت أثر السلوك المتعلم في ذهن التلاميذ لأطول فترة ممكنة، وذلك للاستفادة من السلوك المتعلم إلى أقصى حد ممكن في المستقبل، وكانت الفكرة ـ في الأساس ـ تهدف إلى إعداد الشخصية السوية والمتوازنة للفرد ليتمكن من مجابهة المشاكل التي ستواجهه في مستقبل حياته، وحلها بصورة منطقية سليمة، حتى لا تتسبب له في أي نوع من الاضطرابات النفسية التي قد تنتج من الإحباطات التي تعترض مسيرة كل فرد منا أثناء حياته، الأمر الذي يجعله عرضة للتعلم من تجاربه وخبراته المكتسبة والمتعلمة وهو أمر طبيعي. كذلك من الطبيعي أن يتحدد السلوك (السوي أو المرضي) لكل فرد منا بناءً على تفاعله واستجاباته للمثيرات الحسية والمعنوية التي سيتعرض لها.
ويرى السلوكيون (بالإنجليزية: behaviorism)‏ أن السلوك بنوعيه (السوي والمرضي) متعلم ومكتسب أي أنه ليس بفطري ولا غريزي ولا يورث عن طريق الجينات الوراثية، لذلك كانت رؤيتهم للمرض النفسي مقتبسة ومستنبطة من التعلم غير المتوافق، أو غير السوي. إذ أنهم يرون أن المرض النفسي ما هو إلا عبارة عن تراكم لمجموعة من السلوكيات الخاطئة والمتعلمة من البيئة المحيطة بالمريض، وبالتالي لا يكون هذا السلوك ـ غير السوي ـ متأصلًا في الفرد وإنما هو دخيل عليه ومكتسب من البيئة التي يتفاعل معها المريض بصورة غير متوافقة مما يتسبب له في ظهور أعراض الاضطرابات النفسية والعصبية، الناجمة عن السلوك غير السوي والمتعلم والمكتب من البيئة.

## التاريخ
تم تحديد بوادر لجوانب أساسية معينة من العلاج السلوكي في العديد من التقاليد الفلسفية القديمة، وخاصة الرواقية. على سبيل المثال، كتب وولب ولعازر،
يبدو أن أول استخدام لمصطلح تعديل السلوك كان بواسطة إدوارد ثورندايك في عام 1911. تستخدم مقالته «القوانين المؤقتة للسلوك أو التعلم المكتسب» بشكل متكرر مصطلح «تعديل السلوك». من خلال البحث المبكر في الأربعينيات والخمسينيات من القرن الماضي، استخدم المصطلح مجموعة أبحاث جوزيف وولب. استخدمه التقليد التجريبي في علم النفس الإكلينيكي  للإشارة إلى تقنيات العلاج النفسي المشتقة من البحث التجريبي. ومنذ ذلك الحين، أصبح يشير بشكل أساسي إلى تقنيات زيادة السلوك التكيفي من خلال التعزيز وتقليل السلوك غير التكيفي من خلال الانقراض أو العقوبة (مع التركيز على الأول). هناك مصطلحان مرتبطان هما العلاج السلوكي وتحليل السلوك التطبيقي. نظرًا لأن التقنيات المشتقة من علم النفس السلوكي تميل إلى أن تكون الأكثر فاعلية في تغيير السلوك، فإن معظم الممارسين يعتبرون تعديل السلوك جنبًا إلى جنب مع العلاج السلوكي وتحليل السلوك التطبيقي أمرًا أساسيًا في السلوكيات. في حين أن تعديل السلوك وتحليل السلوك التطبيقي يستخدمان عادةً تدخلات تستند إلى نفس المبادئ السلوكية، فإن العديد من مُعدِّلات السلوك الذين ليسوا من محللي السلوك التطبيقي يميلون إلى استخدام حزم من التدخلات ولا يقومون بإجراء تقييمات وظيفية قبل التدخل.
ربما كان أول ظهور لمصطلح «العلاج السلوكي» في عام 1953 في مشروع بحثي قام به بي إف سكينر وأوغدن ليندسلي وناثان أزرين وهاري سي سولومون. تحدثت الورقة عن التكييف الفعال وكيف يمكن استخدامه للمساعدة في تحسين أداء الأشخاص الذين تم تشخيص إصابتهم بالفصام المزمن. من الرواد الأوائل في العلاج السلوكي جوزيف وولب وهانس آيسنك.
بشكل عام، يُنظر إلى العلاج السلوكي على أنه يحتوي على ثلاث نقاط منشأ مميزة: جنوب إفريقيا (مجموعة وولب)، والولايات المتحدة (سكينر)، والمملكة المتحدة (راتشمان وإيسنك). كان لكل منها نهجها المميز لعرض مشاكل السلوك. نظر Eysenck على وجه الخصوص إلى مشاكل السلوك على أنها تفاعل بين خصائص الشخصية والبيئة والسلوك. أخذت مجموعة سكينر في الولايات المتحدة أكثر من تركيز تكييف فعال. خلق التركيز الفعال منهجًا وظيفيًا للتقييم والتدخلات التي تركز على إدارة الطوارئ مثل الاقتصاد المميز والتفعيل السلوكي. يُعزى أوغدن ليندسلي، طالب سكينر، إلى تشكيل حركة تسمى التدريس الدقيق، والتي طورت نوعًا معينًا من برامج الرسوم البيانية يسمى مخطط التسريع القياسي لمراقبة تقدم العملاء. الدباغ أصبحت مهتمة في البرامج الفردية لتحسين التعلم مع أو بدون الإعاقة وعمل مع فرد إس. كيلر لتطوير التعليم المبرمج. حقق التعليم المبرمج بعض النجاح السريري في إعادة تأهيل فقدان القدرة على الكلام. استخدم جيرالد باترسون تعليمات البرنامج لتطوير نص الأبوة والأمومة للأطفال الذين يعانون من مشاكل السلوك. (انظر تدريب إدارة الوالدين.) مع تقدم العمر، يبدو أن تكييف المستفتى يتباطأ ولكن التكييف الفعال يظل مستقرًا نسبيًا. في حين أن المفهوم كان له نصيبه من المدافعين والنقاد في الغرب، فإن إدخاله في البيئة الآسيوية، لا سيما في الهند في أوائل السبعينيات  ونجاحه الكبير كان دليلًا على الالتزام الدائم لعالم النفس الهندي الشهير نارايان مورثي لمبادئ العلاج السلوكي والارتجاع البيولوجي.
في حين أن العديد من المعالجين السلوكيين يظلون ملتزمين بشدة بالنموذج الأساسي الفعال والمستجيب، في النصف الثاني من القرن العشرين، ربط العديد من المعالجين العلاج السلوكي بالعلاج المعرفي، من قبل آرون بيك وألبرت إليس ودونالد ميشينباوم لتشكيل العلاج السلوكي المعرفي. في بعض المناطق، كان للمكون المعرفي تأثير إضافي (على سبيل المثال، تشير الأدلة إلى أن التدخلات المعرفية تحسن نتيجة علاج الرهاب الاجتماعي.) ولكن في مناطق أخرى لم يعزز العلاج، مما أدى إلى السعي وراء الجيل الثالث علاجات السلوك. يستخدم العلاج السلوكي من الجيل الثالث المبادئ الأساسية لعلم النفس الفعال والمستجيب ولكنه يجمعها مع التحليل الوظيفي والصياغة السريرية / تصور الحالة للسلوك اللفظي بشكل أكثر انسجامًا مع وجهة نظر محللي السلوك. تدعم بعض الأبحاث هذه العلاجات باعتبارها أكثر فعالية في بعض الحالات من العلاج المعرفي،  ولكن بشكل عام، لا يزال السؤال بحاجة إلى إجابات.

## اساس نظرى
يفترض النهج السلوكي للعلاج أن السلوك المرتبط بالمشاكل النفسية يتطور من خلال نفس عمليات التعلم التي تؤثر على تطور السلوكيات الأخرى. لذلك، يرى السلوكيون مشاكل الشخصية في الطريقة التي تطورت بها تلك الشخصية. إنهم لا ينظرون إلى الاضطرابات السلوكية على أنها شيء يمتلكه الإنسان، لكنهم يعتبرون أنها تعكس كيف أثر التعلم على بعض الأشخاص للتصرف بطريقة معينة في مواقف معينة.
يعتمد العلاج السلوكي على مبادئ التكييف الكلاسيكي التي طورها إيفان بافلوف والتكييف الفعال الذي طوره بورهوس فريدريك سكينر. يحدث التكييف الكلاسيكي عندما يأتي منبه محايد مباشرة قبل حافز آخر يؤدي إلى استجابة انعكاسية. الفكرة هي أنه إذا تم إقران الحافز المحايد وأي حافز آخر يؤدي إلى الاستجابة معًا في كثير من الأحيان بدرجة كافية بحيث ينتج المنبه المحايد الاستجابة الانعكاسية. يتعلق التكييف الفعال بالمكافآت والعقوبات وكيف يمكنهم إما تقوية أو إضعاف سلوكيات معينة.
برامج إدارة الطوارئ هي نتاج مباشر للبحث من التكييف الفعال.

### عوامل النظرية
من هنا استنبط أصحاب المدرسة السلوكية عوامل نظريتهم:
- السلوك الإنساني بنوعيه (السوي والمضطرب) مكتسب ومتعلم، ما عدا السلوك الغريزي والفطري.
- السلوك المضطرب هو سلوك مكتسب، ولكنه غير متوافق مع البيئة التي نشأ فيها الشخص المضطرب. بينما السلوك السوي هو أيضًا سلوك مكتسب ولكنه متوافق مع البيئة المحيطة بالفرد.
- ينجم السلوك المضطرب عن تراكم خبرات واستجابات غير متوافقة مما يعرض الفرد إلى ظهور أعراض الاضطراب النفسي.
- تتغلب نسبة تعلم السلوك المضطرب على نسبة تعلم السلوك السوي لدي الشخص المضطرب.
- بالإمكان تعديل السلوك المضطرب، ليحل محله السلوك السوي بالتعلم.
- يمكن للفرد أن يكتسب أو يتعلم دوافع جديدة تساعده على التخلص من السلوك المضطرب.

لقد أفادت هذه الطريقة في علاج جملة اضطرابات عصبية نفسية المنشأ مثل: الرُهاب (الخواف)، الوسواس القسري، والقلق والاكتئاب النفسي. وقد أظهرت عشرون دراسة مدى فعالية هذا الأسلوب العلاجي سواء أكان ذلك على المدى القصير أو المدى حين طُبِّق على المرضى إذ تبين أن ما نسبته (51%) من المصابين باضطرابات نفسية قد تم شفاؤهم، و39% منهم قد أظهروا تحسنًا بشكل واضح، وإلى حد كبير. أما البقية الباقية وهي ما نسبته 10% فقط فلم يظهروا أي نوع من التحسن. وربما تكون هناك بعض العوامل البيئية أو الشخصية قد أسهمت في عدم فعالية العلاج السلوكي الذي عولجوا به.

## الأشكال الحالية
العلاج السلوكي القائم على مبادئ الفاعل والمستجيب لديه قاعدة أدلة كبيرة لدعم استخدامه. يظل هذا النهج مجالًا حيويًا في علم النفس الإكلينيكي وغالبًا ما يطلق عليه تحليل السلوك السريري. أصبح العلاج النفسي السلوكي سياقيًا بشكل متزايد في السنوات الأخيرة. طور العلاج النفسي السلوكي اهتمامًا أكبر في السنوات الأخيرة باضطرابات الشخصية  بالإضافة إلى تركيز أكبر على القبول  وتصورات الحالات المعقدة.

### العلاج النفسي التحليلي الوظيفي
أحد الأشكال الحالية للعلاج النفسي السلوكي هو العلاج النفسي التحليلي الوظيفي. العلاج النفسي التحليلي الوظيفي هو علاج سلوكي طويل الأمد. يركز العلاج التحليلي الوظيفي على استخدام التعزيز أثناء الجلسة وهو في الأساس علاج قائم على العلاقات. كما هو الحال مع معظم العلاجات النفسية السلوكية، فإن العلاج النفسي التحليلي الوظيفي هو سياق في أصوله وطبيعته. ويعتمد بشكل كبير على السلوكية الراديكالية والسياق الوظيفي.
يتمسك العلاج النفسي التحليلي الوظيفي بنموذج عملية البحث، مما يجعله فريدًا مقارنة بالعلاج السلوكي التقليدي والعلاج السلوكي المعرفي.
يتمتع العلاج النفسي التحليلي الوظيفي بدعم بحثي قوي. تركز الجهود البحثية الأخيرة في مجال العلاج النفسي التحليلي الوظيفي على إدارة المرضى الداخليين العدوانيين.

## تقدير
يُكمل المعالجون السلوكيون تحليلًا وظيفيًا أو تقييمًا وظيفيًا يبحث في أربعة مجالات مهمة: التحفيز، والكائن الحي، والاستجابة والعواقب. الحافز هو الشرط أو الزناد البيئي الذي يسبب السلوك. يتضمن الكائن الحي الاستجابات الداخلية للشخص، مثل الاستجابات الفسيولوجية والعواطف والإدراك. الاستجابة هي السلوك الذي يظهره الشخص والعواقب هي نتيجة هذا السلوك. يتم دمج هذه الأشياء الأربعة في تقييم يقوم به معالج السلوك.
يستخدم معظم المعالجين السلوكيين طرق تقييم موضوعية مثل المقابلات المنظمة أو الاختبارات النفسية الموضوعية أو أشكال تصنيف السلوك المختلفة. يتم استخدام هذه الأنواع من التقييمات حتى يتمكن معالج السلوك من تحديد مشكلة العميل بالضبط وإنشاء خط أساس لأي استجابات غير قادرة على التكيف قد يكون لدى العميل. من خلال الحصول على هذا الأساس، مع استمرار العلاج، يمكن استخدام هذا الإجراء نفسه للتحقق من تقدم العميل، والذي يمكن أن يساعد في تحديد ما إذا كان العلاج يعمل أم لا. لا يطرح المعالجون السلوكيون عادة أسئلة لماذا ولكنهم يميلون إلى التركيز بشكل أكبر على كيف ومتى وأين وما هي الأسئلة. لا تُستخدم الاختبارات مثل اختبار رورشاخ المسمى إنكبلوت (بالإنجليزية: inkblot) أو اختبارات الشخصية مثل جرد شخصية مينيسوتا متعدد الأطوار (بالإنجليزية: Minnesota Multiphasic Personality Inventory) للتقييم السلوكي لأنها تستند إلى نظرية السمات الشخصية التي تفترض أن إجابة الشخص على هذه الأساليب يمكن أن تتنبأ بالسلوك. يركز تقييم السلوك بشكل أكبر على ملاحظات سلوك الأشخاص في بيئتهم الطبيعية.
يحاول التقييم السلوكي تحديدًا معرفة المتغيرات البيئية والمتغيرات المفروضة ذاتيًا. هذه المتغيرات هي الأشياء التي تسمح للشخص بالحفاظ على مشاعره وأفكاره وسلوكياته غير القادرة على التكيف. في التقييم السلوكي يتم أخذ «متغيرات الشخص» في الاعتبار أيضًا. تأتي «المتغيرات الشخصية» هذه من تاريخ التعلم الاجتماعي للشخص وهي تؤثر على الطريقة التي تؤثر بها البيئة على سلوك ذلك الشخص. مثال على متغير الشخص سيكون الكفاءة السلوكية. تبحث الكفاءة السلوكية في ما إذا كان لدى الشخص المهارات والسلوكيات المناسبة اللازمة عند إجراء استجابة محددة لموقف أو محفزات معينة.
عند إجراء تقييم سلوكي، يريد المعالج السلوكي الإجابة عن سؤالين: (1) ما هي العوامل المختلفة (البيئية أو النفسية) التي تحافظ على السلوك غير التكيفي و (2) ما نوع العلاج السلوكي أو الأسلوب الذي يمكن أن يساعد الفرد على التحسن الأكثر فعالية. يتضمن السؤال الأول النظر في جميع جوانب الشخص، والتي يمكن تلخيصها بالاختصار بيسك آي دي (BASIC ID). يرمز هذا الاختصار إلى السلوك، والاستجابات العاطفية، وردود الفعل الحسية، والصور، والعمليات المعرفية، والعلاقات الشخصية، وتعاطي المخدرات.

## التطبيقات السريرية
أسس العلاج السلوكي تدخلاته الأساسية على التحليل الوظيفي. عدد قليل فقط من المشكلات العديدة التي حللها العلاج السلوكي وظيفيًا تشمل العلاقة الحميمة في العلاقات بين الأزواج،  التسامح بين الأزواج،  الألم المزمن،  المشكلات السلوكية المرتبطة بالتوتر عند البالغين طفل مدمن على الكحول،  فقدان الشهية،  ضائقة مزمنة،  تعاطي المخدرات،  الاكتئاب،  القلق،  الأرق  والسمنة.
تم تطبيق التحليل الوظيفي على المشكلات التي يواجهها المعالجون عادةً مثل مقاومة العميل والعملاء المتورطين جزئيًا والعملاء غير الطوعيين. لقد تركت تطبيقات هذه المشاكل الأطباء مع أدوات كبيرة لتعزيز الفعالية العلاجية. تتمثل إحدى طرق تعزيز الفعالية العلاجية في استخدام التعزيز الإيجابي أو التكييف الفعال. على الرغم من أن العلاج السلوكي يعتمد على نموذج التعلم العام، إلا أنه يمكن تطبيقه في الكثير من حزم العلاج المختلفة التي يمكن تطويرها خصيصًا للتعامل مع السلوكيات الإشكالية. بعض أنواع العلاجات الأكثر شهرة هي: التدريب على الاسترخاء، وإزالة الحساسية المنهجية، والتعرض للواقع الافتراضي، وتقنيات الوقاية من التعرض والاستجابة، والتدريب على المهارات الاجتماعية، والنمذجة، والبروفات السلوكية والواجبات المنزلية، وعلاج النفور والعقاب.
يتضمن التدريب على الاسترخاء تعلم العملاء لتقليل الإثارة لتقليل إجهادهم عن طريق شد مجموعات عضلية معينة وإطلاقها في جميع أنحاء الجسم. إزالة التحسس المنهجي هو علاج يستبدل فيه العميل ببطء استجابة مكتسبة جديدة لاستجابة غير قادرة على التكيف من خلال الانتقال إلى تسلسل هرمي للمواقف التي تنطوي على الخوف. تعتمد إزالة التحسس المنهجية جزئيًا على تكييف العداد. يتعلم التكييف المضاد طرقًا جديدة لتغيير استجابة لأخرى وفي حالة إزالة التحسس، يتم استبدال هذا السلوك غير التكيف بسلوك أكثر استرخاءً  تقنيات منع التعرض والاستجابة (المعروفة أيضًا باسم منع الغمر والاستجابة)  هي التقنية العامة التي يقوم فيها المعالج بتعريض الفرد لمثيرات تثير القلق مع منعه من الحصول على أي استجابات تجنب.
يوفر علاج الواقع الافتراضي محاكاة واقعية للحالات المزعجة. تتضمن عملية النمذجة تعرض الشخص لمشاهدة أفراد آخرين يظهرون سلوكًا يعتبر تكيفًا ويجب أن يتبناه العميل. لا يشمل هذا التعرض فقط إشارات «الشخص النموذجي» بالإضافة إلى مواقف سلوك معين بهذه الطريقة يمكن رؤية العلاقة بين ملاءمة سلوك معين والموقف الذي يحدث فيه هذا السلوك. مع البروفة السلوكية وعلاج الواجبات المنزلية، يحصل العميل على السلوك المرغوب أثناء جلسة العلاج ثم يمارسون هذا السلوك ويسجلونه بين جلساتهم. العلاج بالنفور والعقاب هو أسلوب يتم فيه استخدام محفز كره (مؤلم أو غير سار) لتقليل حدوث السلوكيات غير المرغوب فيها. يتعلق الأمر بإجراءين: 1) يتم استخدام الإجراءات لتقليل احتمالية تكرار سلوك معين و 2) الإجراءات التي من شأنها تقليل جاذبية بعض السلوكيات والمحفزات التي تثيرها. الجانب العقابي من علاج النفور هو عندما يتم تقديم حافز كره في نفس الوقت الذي يتم فيه إيقاف المنبه السلبي ثم يتم إيقافه في نفس الوقت عند تقديم حافز إيجابي أو استجابة. من الأمثلة على نوع التحفيز أو العقوبة السلبية التي يمكن استخدامها علاجات العلاج بالصدمة،  العلاجات الدوائية المكروهة  بالإضافة إلى تكلفة الاستجابة للعقاب الطارئ الذي يتضمن سحب المكافأة.
يستخدم تحليل السلوك التطبيقي الأساليب السلوكية لتعديل بعض السلوكيات التي يُنظر إليها على أنها مهمة اجتماعيًا أو شخصيًا. هناك أربع خصائص رئيسية لتحليل السلوك التطبيقي. يركز تحليل السلوك الأول بشكل أساسي على السلوكيات العلنية في بيئة مطبقة. يتم تطوير العلاجات كطريقة لتغيير العلاقة بين تلك السلوكيات العلنية وعواقبها.
سمة أخرى لتحليل السلوك التطبيقي هي كيف (تحليل السلوك) يدور حول تقييم آثار العلاج. الموضوع الفردي هو المكان الذي تركز عليه الدراسة، ويتركز التحقيق على الفرد الذي يتم علاجه. السمة الثالثة هي أنها تركز على ما تفعله البيئة لإحداث تغييرات سلوكية كبيرة. أخيرًا، فإن السمة الأخيرة لتحليل السلوك التطبيقي هي استخدام تلك التقنيات التي تنبع من التكييف الفعال والكلاسيكي مثل توفير التعزيز والعقاب والتحكم في التحفيز وأي مبادئ تعلم أخرى قد تنطبق.
تدريب المهارات الاجتماعية يعلم العملاء مهارات الوصول إلى المعززات وتقليل عقوبة الحياة. كان لإجراءات التكييف الفعالة في التحليل التلوي أكبر حجم تأثير لتدريب المهارات الاجتماعية، تليها النمذجة، والتدريب، والتقنيات المعرفية الاجتماعية بهذا الترتيب. يتمتع التدريب على المهارات الاجتماعية ببعض الدعم التجريبي خاصة لمرض انفصام الشخصية. ومع ذلك، مع مرض انفصام الشخصية، فقدت البرامج السلوكية شعبيتها بشكل عام.
بعض التقنيات الأخرى التي تم استخدامها في العلاج السلوكي هي التعاقد الطارئ، وتكاليف الاستجابة، والاقتصاديات الرمزية، والارتجاع البيولوجي، واستخدام مهام التشكيل والتصنيف.
يتم استخدام تعيينات المهام المصنفة والتشكيل عندما يكون السلوك المطلوب تعلمه معقدًا. يتم تقسيم السلوكيات المعقدة التي يجب تعلمها إلى خطوات أبسط حيث يمكن للشخص تحقيق أشياء صغيرة تدريجيًا بناءً على السلوك الأكثر تعقيدًا. تقارب كل خطوة الهدف النهائي وتساعد الشخص على توسيع أنشطته بطريقة تدريجية. يستخدم هذا السلوك عندما يشعر الشخص أن شيئًا ما في حياته لا يمكن تغييره ويبدو أن مهام الحياة مربكة.
تتضمن تقنية أخرى من العلاج السلوكي تحميل العميل أو المريض المسؤولية عن سلوكياتهم في محاولة لتغييرها. يسمى هذا العقد الطارئ، وهو عقد مكتوب رسمي بين شخصين أو أكثر يحدد السلوكيات المتوقعة المحددة التي ترغب في تغييرها والمكافآت والعقوبات التي تتماشى مع هذا السلوك. لكي يكون عقد الطوارئ رسميًا، يجب أن يحتوي على خمسة عناصر. يجب أولاً تحديد ما سيحصل عليه كل شخص إذا أكمل السلوك المطلوب بنجاح. ثانيًا، يجب على الأشخاص المعنيين مراقبة السلوكيات ثالثًا، إذا لم يتم تنفيذ السلوك المطلوب بالطريقة التي تم الاتفاق عليها في العقد، فيجب تنفيذ العقوبات المحددة في العقد. رابعًا، إذا كان الأشخاص المعنيون يمتثلون للعقد، فيجب أن يتلقوا مكافآت. يتضمن العنصر الأخير توثيق الامتثال وعدم الامتثال أثناء استخدام هذا العلاج من أجل إعطاء الأشخاص المعنيين ملاحظات متسقة حول السلوك المستهدف وتوفير المعززات.
تعتبر اقتصادات الرموز أسلوبًا للعلاج السلوكي حيث يتم تعزيز العملاء بالرموز التي تعتبر نوعًا من العملات التي يمكن استخدامها لشراء المكافآت المرغوبة، مثل القدرة على مشاهدة التلفزيون أو الحصول على وجبة خفيفة يريدونها عند قيامهم بسلوكيات معينة. تُستخدم اقتصاديات الرمز المميز بشكل أساسي في الإعدادات المؤسسية والعلاجية. من أجل أن يكون الاقتصاد الرمزي فعالاً، يجب أن يكون هناك اتساق في إدارة البرنامج من قبل جميع الموظفين. يجب تحديد الإجراءات بشكل واضح حتى لا يكون هناك لبس بين العملاء. بدلاً من البحث عن طرق لمعاقبة المرضى أو حرمانهم من المكافآت، يتعين على الموظفين تعزيز السلوكيات الإيجابية بحيث يزيد العملاء من حدوث السلوك المطلوب. بمرور الوقت، يجب استبدال الرموز المميزة بمكافآت أقل واقعية مثل المجاملات بحيث يكون العميل مستعدًا عندما يغادر المؤسسة ولا يتوقع الحصول على شيء في كل مرة يؤدي فيها السلوك المطلوب.
ترتبط ارتباطًا وثيقًا بالاقتصاديات الرمزية بتقنية تسمى تكاليف الاستجابة. يمكن استخدام هذه التقنية مع أو بدون اقتصادات رمزية. تكاليف الاستجابة هي الجانب العقابي للاقتصاديات الرمزية حيث يكون هناك خسارة في المكافأة أو الامتياز بعد قيام شخص ما بسلوك غير مرغوب فيه. مثل الاقتصادات الرمزية، تُستخدم هذه التقنية بشكل أساسي في الإعدادات المؤسسية والعلاجية.
لقد تم استلهام آثار سياسية كبيرة من وجهات النظر السلوكية لأشكال مختلفة من علم النفس المرضي. وُجد أن أحد أشكال العلاج السلوكي، وهو التدريب على عكس العادة، فعال للغاية في علاج التشنجات اللاإرادية.

### في إعادة التأهيل
حاليًا، هناك دعوة أكبر لعلماء النفس السلوكي للمشاركة في جهود إعادة التأهيل.

### علاج الاضطرابات النفسية
تشير دراستان كبيرتان أجرتهما كلية العلوم الصحية في جامعة سيمون فريزر إلى أن كلا من العلاج السلوكي والعلاج المعرفي السلوكي (CBT) لهما نفس القدر من الفعالية في علاج الوسواس القهري. لقد ثبت أن العلاج المعرفي السلوكي أفضل قليلاً في علاج الاكتئاب المتزامن.
لقد تم استلهام آثار سياسية كبيرة من وجهات النظر السلوكية لأشكال مختلفة من علم النفس المرضي. وُجد أن أحد أشكال العلاج السلوكي (التدريب على عكس العادة) فعال للغاية في علاج التشنجات اللاإرادية.
كان هناك تطور نحو الجمع بين تقنيات علاج الاضطرابات النفسية. تُستخدم التدخلات المعرفية لتعزيز تأثيرات التدخلات السلوكية الأكثر رسوخًا على أساس التكييف الفعال والكلاسيكي. كما تم بذل جهود متزايدة لمعالجة السياق الشخصي للسلوك.
يمكن تطبيق العلاج السلوكي على عدد من الاضطرابات النفسية وفي كثير من الحالات يكون أكثر فاعلية بالنسبة لاضطرابات معينة مقارنة بالآخرين. يمكن استخدام تقنيات العلاج السلوكي للتعامل مع أي حالات رهاب قد يعاني منها الشخص. تم تطبيق إزالة التحسس أيضًا على قضايا أخرى مثل التعامل مع الغضب، إذا كان الشخص يعاني من مشاكل في النوم وبعض اضطرابات الكلام.[بحاجة لشرح] لا يحدث إزالة التحسس خلال الليل، فهناك عملية علاج. تتم إزالة التحسس على تسلسل هرمي وتحدث على مدى عدد من الجلسات. ينتقل التسلسل الهرمي من المواقف التي تجعل الشخص أقل قلقًا أو توترًا إلى الأشياء التي تعتبر متطرفة بالنسبة للمريض.
تم استخدام النمذجة في التعامل مع المخاوف والرهاب. تم استخدام النمذجة في علاج الخوف من الثعابين وكذلك الخوف من الماء.[بحاجة لشرح]
تم استخدام تقنيات العلاج المكروه لعلاج الانحرافات الجنسية  وكذلك إدمان الكحول.
يمكن استخدام تقنيات إجراءات التعرض والوقاية لعلاج الأشخاص الذين يعانون من مشاكل القلق وكذلك أي مخاوف أو رهاب. تم استخدام هذه الإجراءات أيضًا لمساعدة الأشخاص الذين يتعاملون مع أي مشاكل غضب بالإضافة إلى الحزن المرضي (الأشخاص الذين لديهم أفكار مزعجة حول شخص متوفى).
يتعامل علاج الواقع الافتراضي مع الخوف من المرتفعات،  والخوف من الطيران،  ومجموعة متنوعة من اضطرابات القلق الأخرى. تم تطبيق VRT أيضًا لمساعدة الأشخاص الذين يعانون من مشاكل تعاطي المخدرات على تقليل استجابتهم لبعض الإشارات التي تحفزهم على استخدام المخدرات.
تم استخدام مهام تشكيل وتصنيف المهام في التعامل مع الأفراد الانتحاريين والاكتئاب أو المثبطين. يستخدم هذا عندما يشعر المريض باليأس وليس لديه أي طريقة لتغيير حياته. يتضمن هذا اليأس كيف يتفاعل الشخص ويستجيب لشخص آخر ومواقف معينة وعجزه المتصور لتغيير هذا الوضع الذي يزيد من اليأس. بالنسبة لشخص لديه أفكار انتحارية، من المهم أن يبدأ بخطوات صغيرة. نظرًا لأن هذا الشخص قد يرى كل شيء على أنه خطوة كبيرة، فكلما بدأت أصغر كلما كان من الأسهل على الشخص إتقان كل خطوة. تم تطبيق هذه التقنية أيضًا على الأشخاص الذين يعانون من رهاب الخلاء، أو الخوف من التواجد في الأماكن العامة أو القيام بشيء محرج.
تم استخدام التعاقد في حالات الطوارئ للتعامل مع المشكلات السلوكية عند المنحرفين وعند التعامل مع سلوكيات المهام لدى الطلاب.[بحاجة لشرح]
تُستخدم اقتصادات الرموز في البيئات الخاضعة للرقابة وتوجد في الغالب في مستشفيات الأمراض النفسية. يمكن استخدامها لمساعدة المرضى الذين يعانون من أمراض عقلية مختلفة ولكنها لا تركز على علاج المرض العقلي ولكن بدلاً من ذلك على الجوانب السلوكية للمريض. تم استخدام تقنية تكلفة الاستجابة لمعالجة مجموعة متنوعة من السلوكيات مثل التدخين والإفراط في تناول الطعام والتلعثم والتحدث الذهاني.

### نتائج العلاج
لقد ثبت أن إزالة التحسس المنهجية تعالج بنجاح الرهاب من المرتفعات والقيادة والحشرات وأي قلق قد يكون لدى الشخص. يمكن أن يشمل القلق القلق الاجتماعي والقلق بشأن التحدث أمام الجمهور وكذلك القلق من الاختبار. لقد ثبت أن استخدام إزالة التحسس المنتظم هو أسلوب فعال يمكن تطبيقه على عدد من المشاكل التي قد يواجهها الشخص.
عند استخدام إجراءات النمذجة، غالبًا ما تتم مقارنة هذه التقنية بتقنية علاج سلوكي أخرى. عند مقارنتها بإزالة التحسس، يبدو أن تقنية النمذجة أقل فعالية. ومع ذلك، فمن الواضح أنه كلما زاد التفاعل بين المريض والموضوع الذي يصوره، زادت فعالية العلاج.
أثناء الخضوع لعلاج التعرض، يحتاج الشخص عادةً إلى خمس جلسات لتقييم فعالية العلاج. بعد خمس جلسات، تبين أن العلاج بالتعرض مفيد للمريض. ومع ذلك، لا يزال من المستحسن استمرار العلاج بعد الجلسات الخمس الأولى.
أثبت علاج الواقع الافتراضي (VRT) فعاليته في حالة الخوف من المرتفعات. كما ثبت أنه يساعد في علاج مجموعة متنوعة من اضطرابات القلق. نظرًا للتكاليف المرتبطة بـ VRT، لا يزال المعالجون كذلك  انتظار نتائج التجارب المضبوطة التي تحقق في اختبار VRT، لتقييم التطبيقات التي تظهر أفضل النتائج.
بالنسبة لأولئك الذين لديهم أفكار انتحارية، يعتمد العلاج على مدى شدة اكتئاب الشخص وإحساسه باليأس. إذا كانت هذه الأشياء شديدة، فإن استجابة الشخص لإكمال الخطوات الصغيرة لن تكون ذات أهمية بالنسبة له، لأنه لا يعتبر النجاح إنجازًا. بشكل عام، بالنسبة لأولئك الذين لا يعانون من اكتئاب أو خوف حاد، كانت هذه التقنية ناجحة، حيث أن إكمال الأنشطة الأبسط يبني ثقتهم ويسمح لهم بالتقدم إلى مواقف أكثر تعقيدًا.
يُنظر إلى عقود الطوارئ على أنها فعالة في تغيير أي سلوكيات غير مرغوب فيها للأفراد. وقد لوحظ أنه فعال في علاج مشاكل السلوك لدى الجانحين بغض النظر عن الخصائص المحددة للعقد.
لقد ثبت أن اقتصاديات الرموز تكون فعالة عند علاج المرضى في أجنحة الطب النفسي المصابين بالفصام المزمن. وأظهرت النتائج أن رموز الوحدة كانت تتحكم في سلوك المرضى.
تكاليف الاستجابة  ثبت أنه يعمل في قمع مجموعة متنوعة من السلوكيات مثل التدخين والإفراط في تناول الطعام أو التلعثم مع مجموعة متنوعة من المجموعات السريرية التي تتراوح من المعتلين اجتماعيًا إلى أطفال المدارس. غالبًا ما لا تتعافى هذه السلوكيات التي تم قمعها باستخدام هذه التقنية عند سحب العقوبة الطارئة. كما أن الآثار الجانبية غير المرغوب فيها التي تظهر عادةً مع العقاب لا يتم العثور عليها عادةً عند استخدام تقنية تكلفة الاستجابة.

## الجيل الثالث
سميت حركة العلاج السلوكي من الجيل الثالث بتحليل السلوك الإكلينيكي لأنها تمثل تحركًا بعيدًا عن الإدراك والعودة نحو السلوكية الراديكالية وأشكال أخرى من السلوكيات، لا سيما التحليل الوظيفي والنماذج السلوكية للسلوك اللفظي. يشمل هذا المجال علاج القبول والالتزام (ACT)، ونظام التحليل السلوكي المعرفي (CBASP) (ماكولو، 2000)، والتنشيط السلوكي (BA)، والعلاج النفسي التحليلي الوظيفي (FAP)، وعلاج الأزواج السلوكي التكاملي، والعلاج السلوكي الجدلي. هذه الأساليب هي بشكل مباشر ضمن تقليد تحليل السلوك التطبيقي للعلاج السلوكي.
قد يكون ACT هو الأكثر بحثًا من بين جميع نماذج العلاج السلوكي من الجيل الثالث. يقوم على نظرية الإطار العلائقي. يعترض مؤلفون آخرون على مصطلح «الجيل الثالث» أو «الموجة الثالثة» ويدمجون العديد من تقنيات «الموجة الثالثة» العلاجية تحت المصطلح العام للعلاجات السلوكية المعرفية الحديثة.
يعتمد العلاج النفسي التحليلي الوظيفي على تحليل وظيفي للعلاقة العلاجية. إنه يركز بشكل أكبر على السياق العلاجي ويعود إلى استخدام التعزيز أثناء الجلسة. بشكل عام، تدعم 40 عامًا من البحث فكرة أن تعزيز السلوك أثناء الجلسة يمكن أن يؤدي إلى تغيير السلوك.
نشأ التنشيط السلوكي من تحليل مكون للعلاج السلوكي المعرفي. لم يجد هذا البحث أي تأثير إضافي للمكون المعرفي. التنشيط السلوكي يعتمد على نموذج مطابقة للتعزيز. تدعم مراجعة حديثة للبحث فكرة أن استخدام التنشيط السلوكي مهم سريريًا لعلاج الاكتئاب.
تطور العلاج السلوكي التكاملي للأزواج من عدم الرضا عن علاج الأزواج السلوكي التقليدي. يتطلع العلاج السلوكي التكاملي للأزواج إلى سكينر (1966) لمعرفة الفرق بين السلوك الطارئ والسلوك المحكوم بالقواعد. يقرن هذا التحليل بتقييم وظيفي شامل لعلاقة الزوجين. استخدمت الجهود الأخيرة مفاهيم سلوكية جذرية لتفسير عدد من الظواهر السريرية بما في ذلك التسامح.

## المنظمات
توجد العديد من المنظمات للمعالجين السلوكيين حول العالم. في الولايات المتحدة، القسم 25 التابع لجمعية علم النفس الأمريكية هو قسم تحليل السلوك. جمعية علاج السلوك السياقي هي منظمة مهنية أخرى. ACBS هي موطن للعديد من الأطباء المهتمين بشكل خاص بالجيل الثالث من العلاج السلوكي. ينتمي محللو السلوك على مستوى الدكتوراه من علماء النفس إلى القسم 25 التابع لجمعية علم النفس الأمريكية - تحليل السلوك. تقدم APA دبلوم في علم النفس السلوكي.
جمعية العلاجات السلوكية والمعرفية (المعروفة سابقًا باسم جمعية النهوض بالعلاج السلوكي) مخصصة لمن لديهم توجه معرفي أكثر. لدى ABCT أيضًا مجموعة اهتمام بتحليل السلوك، والتي تركز على تحليل السلوك السريري. بالإضافة إلى ذلك، لدى جمعية العلاجات السلوكية والمعرفية مجموعة اهتمام خاصة بالإدمان.

## مميزات
بطبيعتها، العلاجات السلوكية تجريبية (مدفوعة بالبيانات)، سياقية (تركز على البيئة والسياق)، وظيفية (مهتمة بتأثير أو نتيجة السلوك في النهاية)، احتمالية (مشاهدة السلوك على أنه يمكن التنبؤ به إحصائيًا)، أحادية (رفض العقل - ثنائية الجسم ومعاملة الشخص كوحدة واحدة) والعلائقية (تحليل التفاعلات ثنائية الاتجاه).
العلاج السلوكي يطور ويضيف ويوفر استراتيجيات وبرامج التدخل السلوكي للعملاء، والتدريب للأشخاص الذين يهتمون لتسهيل الحياة الناجحة في المجتمعات.

## تدريب
ركزت الجهود الأخيرة في العلاج النفسي السلوكي على عملية الإشراف. النقطة الأساسية للنماذج السلوكية للإشراف هي أن العملية الإشرافية توازي العلاج النفسي السلوكي.

## طرق
- إدارة السلوك.
- تعديل السلوك.
- تحليل السلوك السريري.
- إدارة الطوارئ.
- تكييف سري.
- منع التعرض والاستجابة.
- فيضان.
- تدريب عكس العادة.
- قانون المطابقة.
- النمذجة.
- تعلم بالمراقبة.
- تكييف هواء فعال.
- تقنية الفصل للسلوكيات المتكررة التي تركز على الجسم.
- الممارسة المهنية لتحليل السلوك.
- تكييف المستجيب.
- إزالة حساسية منهجية.

## طرق وأساليب العلاج السلوكي
تمارس المدرسة السلوكية طرق وأساليب مختلفة ومتنوعة في العلاج النفسي سنحاول أن نتطرق إليها بشيء من التلخيص غير المخل، وذلك نسبة تعددها:

### طريقة إزالة الحساسية بشكل منتظم
يقوم المعالج الذي يستخدم هذا الأسلوب بمحاولة تخفيف التوتر والقلق الناجم عن الموقف المثير للتوتر، بإحداث مثير (موقف) مضاد للمثير الأول ويتم ذلك بالتدريج خلال فترة الجلسات العلاجية، حيث يحل ـ تدريجًا ـ المثير الشرطي محل المثير الطبيعي المسبب للاضطراب.
من الملاحظ هنا أن دور المعالج هو عبارة عن مدرب أو مساعد يساعد العميل في تعديل سلوكه تجاه الموقف المتسبب له في الاضطراب مما يساعد المريض على الانتقال إلى حالة الشفاء بعد عدة جلسات من الاسترخاء والتخيل للموقف المثير، ثم الحدث عنه، ثم التعامل معه... إلى أن يزول التوتر الناشئ عن المثير الذي تسبب في الاضطراب.

### طريقة التفجير الداخلي
هذا الأسلوب العلاجي مضاد أو مختلف تمامًا عن الأسلوب الأول، حيث يستخدم المعالج فيه المثير المتسبب في الاضطراب لإحداث أعلى درجة من درجات الخوف والتوتر دفعة واحدة، مما يرفع حالة الشعور بالتوتر والخوف لدى العميل إلى أقصى درجة ممكنة، وبهذه الطريقة يحدث نوع من الشفاء السريع، وذلك عندما يدرك العميل أن توتره وخوفه لم يكن لهما أي مبرر، وبذلك يكون قد تعلم أو اكتسب استجابة جديدة تساعده على مواجهة المثير المتسبب في الاضطراب بشكل جديد ليس فيه أي نوع من أنواع الاضطراب التي كانت تحدث في السابق.

### طريقة الغمر
هناك تشابه ـ إلى حد كبيرـ بين هذه الطريقة من أساليب العلاج السلوكي وبين الطريقة السابقة (التفجير الداخلي) حيث يوضع العميل في طريقة الغمر في مواجهة المثير المتسبب في الاضطراب، ولا يطلب إليه تخيله ـ كما في الطريقة السابقة ـ والغرض من ذلك هو وضع العميل في موقف مشابه للموقف المتسبب في خلق إحداث الاضطراب، مما يجعله يستجيب للمثير بشكل صحيح ومختلف عما كان عليه قبل العلاج إذ يتعلم العميل من هذا الموقف الجديد استجابة جديدة تعلمه كيفية التعامل مع هذا الموقف المثير للاضطراب فلا يعود إلى الاستجابة الخاطئة مرة أخرى.
وقد أثبتت بعض التجارب التي أجريت للمقارنة بين الطريقتين، أن طريقة الغمر أفضل في علاج اضطراب الرهاب (الخواف).

### طريقة التشكيل والتسلسل
تعد هذه الطريقة من طرق العلاج السلوكي من الطرق الفعالة في العلاج النفسي، وهي أقرب أو أشبه بطريقة إزالة الحساسية بشكل منتظم، حيث يجعل المعالج العميل يتشكل وفق النموذج المطلوب من خلال أنموذج وبالتدريج، أي أن يتعلم العميل كف الاستجابة الخاطئة لتحل محلها الاستجابة الصحيحة في حالة تعرضه للموقف المثير للاضطراب. وكمثال على ذلك نجد أن كثيرًا من الناس يتعلمون من خلال محاولة التقليد أو التشبه بالآخر لتعلم سلوكه. من هنا جاءت الفكرة لعلاج السلوك المضطرب بحيث يتشكل العميل حتى يصبح صورة مطابقة للنموذج، فإذا كان هناك من يخاف السباحة فيمكنه أن يرى كيف يتعامل أقرانه مع النهر مما سيشجعه على أن يصبح مثلهم، وكلما كان النموذج محبوبًا كانت الاستجابة أسرع والعكس.
ايضاً إن كنت أمام مجموعه من الأطفال بضوضاء عالية وأردت لفت انتباههم قل:«الذي يسمعني يرفع يده» الأول سيرفع ثم الثاني وتنتقل كالعدوى وسيصمت الجميع.

### العلاج السلوكي المعرفي
يتركز هذا الأسلوب حول العميل وأفكاره عن نفسه فهو يعتمد على تغيير وتعديل مفهوم العميل تجاه نفسه وتجاه المواقف المثيرة التي تجابه مسيرته، مما يساعده على تغيير استجاباته لتصبح استجابات صحيحة وغير خاطئة. وتستخدم في هذا الأسلوب المناقشة العقلية والمنطقية. ويهدف المعالج من خلال تلك المناقشة العقلية إلى إزالة الأفكار والمفاهيم والمعتقدات السالبة والخاطئة وغير المتوافقة مع السلوك المتعارف عليه بين الآخرين (البيئة الاجتماعية)، والتي كانت تعشعش وتملأ رأس العميل مما يجعله يستجيب استجابات غير سليمة ولا واقعية للمثيرات (المواقف) التي يمر بها، ولكن ما إن تتغير مفاهيمه وأفكاره الخاطئة تجاه نفسه حتى يتماثل للشفاء.
وتعد هذه الطريقة من الطرق الفعالة في علاج الاكتئاب النفسي. لاسيما وأن المصابين بالاكتئاب يتميزون بالتشاؤم من حياتهم ومستقبلهم ويكثرون من لوم أنفسهم وتسيطر عليهم علامات الحزن واليأس... فإذ تمكنا من تعديل تلك النظرة المتشائمة التي سيطرت على عقل العميل، بأن جعلناه يغير نظرته إلى نفسه ومستقبله بحيث تحل نظرة التفاؤل محل التشاؤم، نكون بذلك قد تمكنا من مساعدة العميل على العلاج والشفاء التام.

### طريقة التدعيم (التعزيز)
هي طريقة تتميز بالسهولة في التطبيق، وقد يمارسها الفرد دون أن يعلم أنه يقوم بممارسته، لاسيما في التعامل مع الأبناء أو التلاميذ في المدرسة. إذ تعتمد هذه الطريقة على فكرة الثواب والعقاب أو التدعيم والمكفئة الإيجابية، فيثاب العميل على كل استجابة صحيحة، بينما يتم تجاهل كل استجابة غير صحيحة، مما يجعله يتعلم الاستجابات المطلوبة عن طريق الثواب، ويكف ويتوقف عن الاستجابات الخاطئة عندما نهملها ونتجاهلها.

## مجالات استخدام العلاج السلوكي
يساعد استخدام طرق وأساليب العلاج السلوكي في التغلب على الكثير من أنواع الاضطرابات النفسية وكما ويساهم في علاجها بشكل فعال، ومن المجالات التي يمكن ذكرها
- تعتبر أساليب العلاج السلوكي هذه من أنجح الطرق في علاج اضطراب الخوف الذي يصيب بعض الأطفال من الحيوانات، وبعض الكبار من الأماكن: الفسيحة، المفتوحة، العالية، المظلمة المواجهة...
- يفيد العلاج السلوكي في الشفاء من الإدمان على التدخين والكحول والمخدرات، وأيضا النواحي الجنسية كالشذوذ الجنسي والجنسية المثلية.
- يفيد في حالات الوسواس القهري والقلق والاكتئاب.

## اقرأ أيضاً
- علاج سلوكي معرفي.
- علاج سلوكي جدلي.
- ذكاء مدني.
- علاج تخطيطي.
- إعادة البناء الإدراكي.
- اضطراب الشخصية الحدي.
- علاج الواقع الافتراضي.
- ضفدع مغلي.